# Katzelsdorf (Bernhardsthal)
Katzelsdorf (česky lidově: Kačisdorf) je vesnice ležící na silnici v severovýchodním Weinviertelu (Vinné čtvrti) mezi obcemi Reintal a Schrattenberg podél státní hranice Rakouska a České republiky. Místo je katastrálním územím obce Bernhardsthal v okrese Mistelbach.

## Geografie
Katzeldsdorf leží v blízkosti silnice z Wilfersdorfu do Břeclavi v rovinaté krajině s mírnými kopečky a rybníky. Na severovýchodním kopečku stojí dominanta obce - farní kostel. Na jihozápadě jsou dva rybníky, malý Gemeindeteich a velký rybník Mühlbach. Na severním okraji se zdvihá kopec Martenberg.
Náves trojúhelníkového tvaru je převážně zastavěna a zástavba se rozrůstá ve stoupající hlavní ulici. Četné lisovny u vinných sklepů, pole a vinohrady vytváří obraz obce.

## Historie
Katzelsdorf byl poprvé v listinách uvedený v roce 1050. Roku 1393 koupil obec Johann I., pán z Mikulova a na Valticích a stala se součástí valtického panství. V roce 1683 patřila obec k farnosti Valtice. V roce 1864 došlo k velkému požáru a 108 domů vyhořelo. Také v roce 1869 bylo při požáru zničeno 21 domů. V tomtéž roce došlo k záplavám a stodoly byly vyplavené, úroda zničená a dobytek se musel vybít. Roku 1925 ztratila obec při úpravě státní hranice s Československem severní část svého katastru, zahrnující i, nyní již zbořený, Katzelsdorfský zámeček. V roce 1927 byl postaven nový hostinec, silnice v obci byla vydlážděna a polní cesta do Schrattenbergu zpevněna. V roce 1949 se dokončila elektrifikace obce. Roku 1971 došlo ke sloučení obcí Bernhardsthal, Katzelsdorf a Reintal ve větší obec Bernhardsthal. Spojení Katzelsdorfu s Valticemi bylo přerušeno v roce 1945, silnice postupně zarostla náletovými dřevinami a změnila se v neprostupný terén na státní hranici. K obnově cesty došlo až v roce 2007, kdy se po vzájemné spolupráci obou obcí silnice obnovila a boží muka na hranici prošla rekonstrukcí. Dne 21. prosince 2007 byla hranice mezi Dolními Rakousy a Moravou konečně otevřena. Vzdálenost obcí lze pěšky zdolat za jednu hodinu.

## Pamětihodnosti

### Kostel svatého Bartoloměje
Na severovýchodním kopečku byl postaven v letech 1905 až 1908 knížetem Janem II. z Lichtenštejna (1840-1929) podle architekta Karla Weinbrennera v novorománském a novogotickém stylu v sousedství lisoven a zahrad. Kostel má podélnou obdélníkovou loď se zaklenutým stropem, postranní kaple v nižší křížové lodi a polygonální chór s varhanami. Kvadratická věž je 47 m vysoká má přistavěné schodiště v jižním chórovým výklenku, na věži je špičatá přilbice. Na kazatelně jsou reliéfy symbolů evangelistů. V roce 1971 byla provedena renovace oltáře. Vedle kostela se nachází ohrazený hřbitov. V roce 1978 bylo prostranství před kostelem vydlážděno. 1989 byly obnoveny bleskosvody a klempířské oplechování. Roku 1991 bylo ovládání zvonů elektrifikováno. 1991 až 1992 interiér renovován, 2008 provedeny vnější úpravy okolí kostela.

### Farní dvůr
Ve středu obce je farní dvůr pocházející z konce 18. století. Dvoupodlažní budova fary byla koncem 19. století přestavěna a v letech 1968 až 1970 renovována. V letech 2003 a 2007 byla fara podle instrukcí památkového úřadu od základů opravena.

## Hamad (Hameth)
K historii Katzelsdorfu se pojí také zaniklá obec Hameth také Hamad, která byla ještě v 17. století obydlená. Z původního Hametského rybníka byl vytvořen hospodářský Hametský dvůr. Kde však ležel, není zatím zjištěno.

## Turismus
Katzeldorf leží na pohraniční cyklistické trase "Lichtenštejnské stezky". Tato stezka propojuje zámky v Rakousku a jižní Moravy, propojuje kulturní krajinu Lednicko-valtického areálu. Délka celkové trasy činí 98 km, z toho po Rakousku 60 km.